# سمندر آلپ
سمندر آلپ (نام علمی: Salamandra atra) نام یک گونه از سرده سالاماندرا است.